# 불개미속
불개미속은 개미과에 속하는 개미의 속이다.
불개미속의 개미들은 주로 숲 등과 같이 나무가 풍족하여 자신들의 둥지를 만들 수 있는 재료가 풍부한 곳에서 산다. 몇몇종의 예외가 있기는 하지만 불개미 속의 개미들에게는 햇빛이 굉장히 중요하므로 이들은 굉장히 깊은, 햇빛이 잘 들지 않는 곳에서는 거의 서식하지 않는다. 즉, 대부분의 종은 나무의 밀도가 그다지 높지 않은 숲에서 산다. 아메리카에서는 산불이 가끔 나 불개미속의 개미들이 살아갈 수 있었으나, 유럽인의 정착 이후 숲이 없어지고 또 산불이 나지 않으면서 불개미속의 개미들은 서식지를 잃게 되었다.

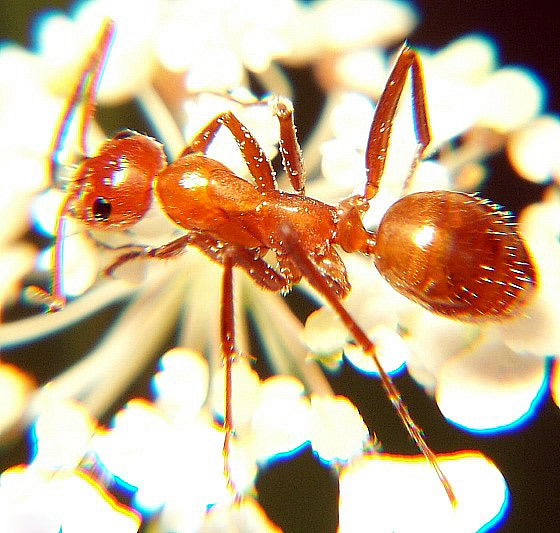
일개미

불개미속의 개미들은 자신들의 환경에 대체로 큰 영향을 미친다. 예를 들어서, 이들은 다수의 진딧물을 사육하며 이들을 포식자들로부터 보호한다. 이들은 또한 다른 곤충을 잡기도 하는데, 이러한 특성으로 인하여 해충을 물리치기 위해 도입되기도 한다.
불개미속의 개미들의 둥지의 형태는 다양하다. 이들은 썩은 나무, 흙, 돌 밑에서 서식하는데 살아있는 나무에서 살지는 않는다. 이들은 신북구와 구북구에 풍부하다. 이들은 큰 몸집으로 북아메리카에서 상대적으로 잘 보인다.
불개미속의 개미의 종 수는 약 200에 달한다. 이들은 개미산을 분비한다. 홍개미는 이를 1~2m 정도 멀리 있는 물체에게 분사할 수 있다. 이들 개미는 상대적으로 큰데, 예를 들어 홍개미는 일개미가 약 10mm까지 자랄 정도로 크다. 이들 개미는 노예를 만들거나 기생하여 군체를 이루기도 한다.